# Liên đậu lá nhỏ
Liên đậu lá nhỏ (danh pháp khoa học: Vicia tenuifolia) là một loài thực vật có hoa trong họ Đậu. Loài này được Roth miêu tả khoa học đầu tiên.

## Hình ảnh

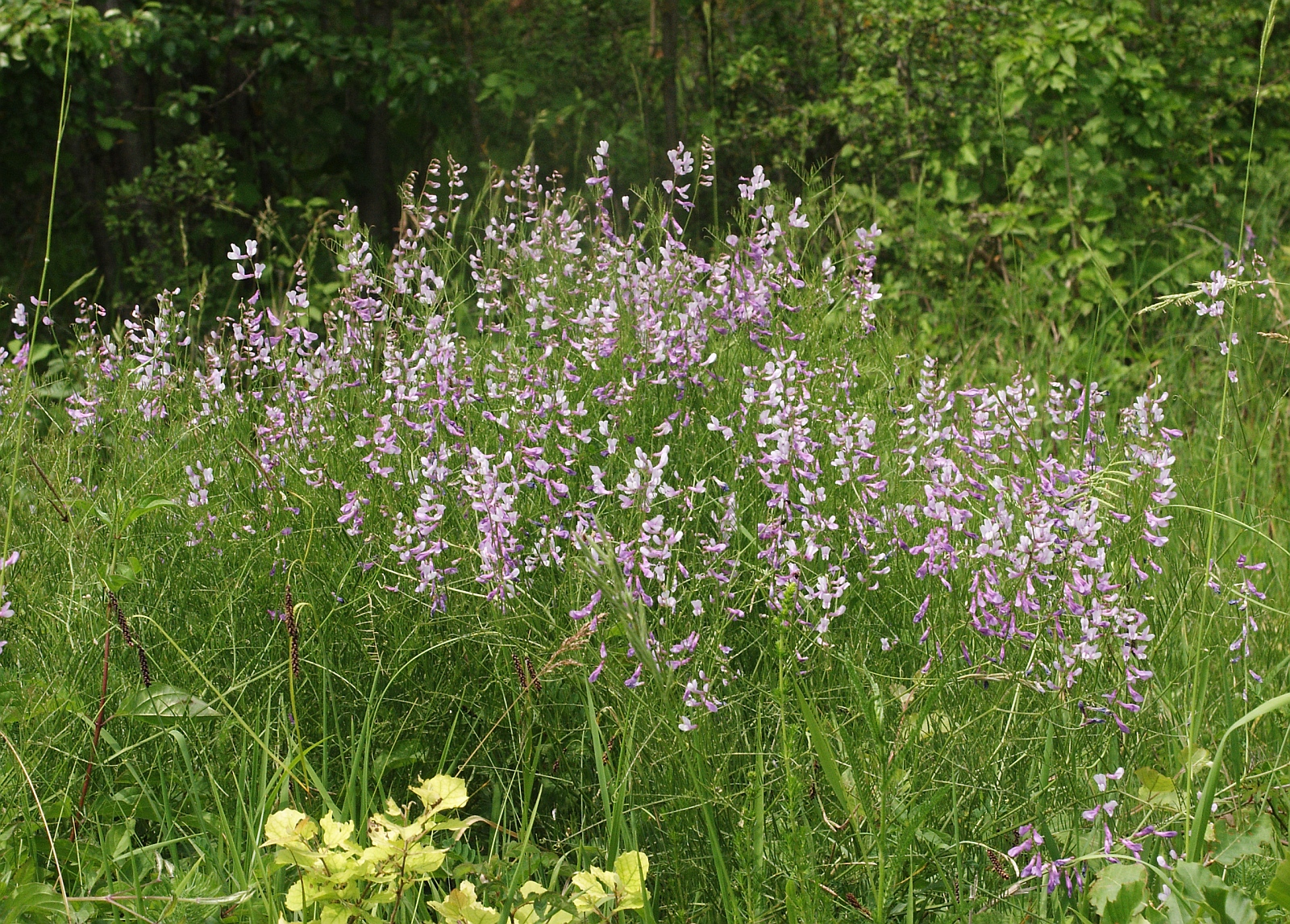
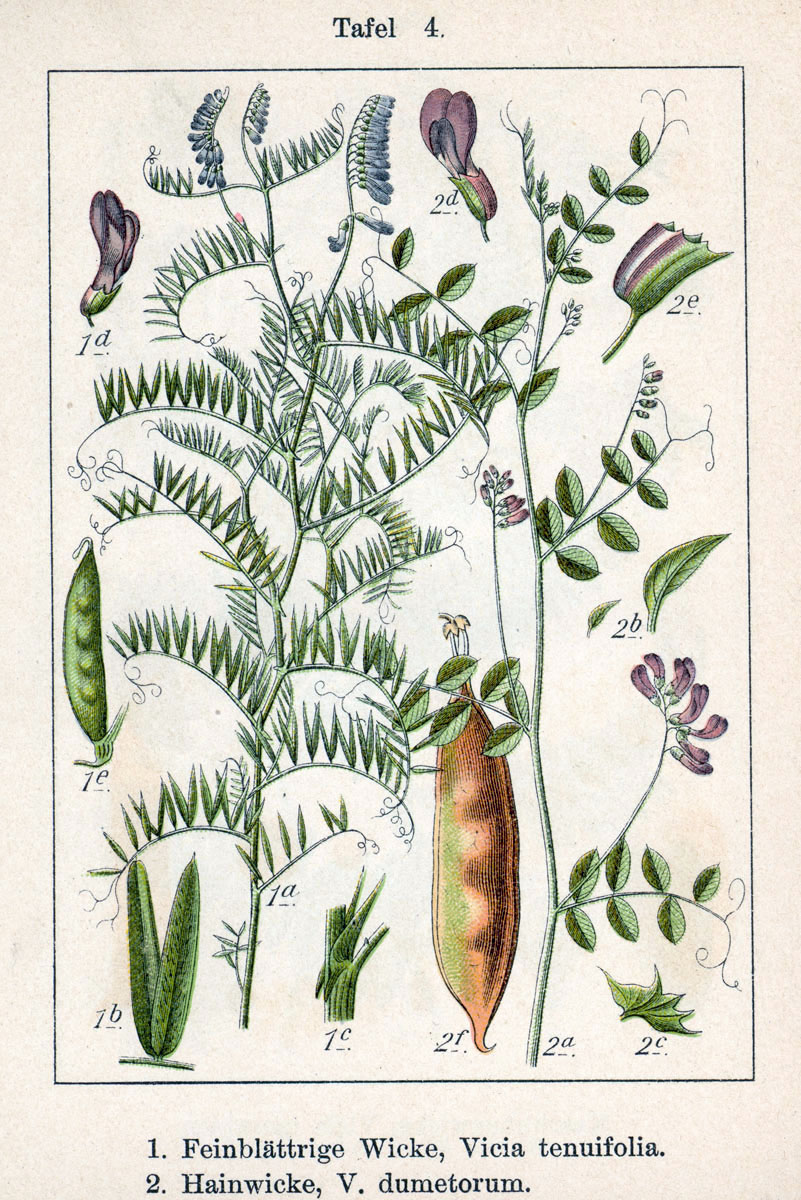
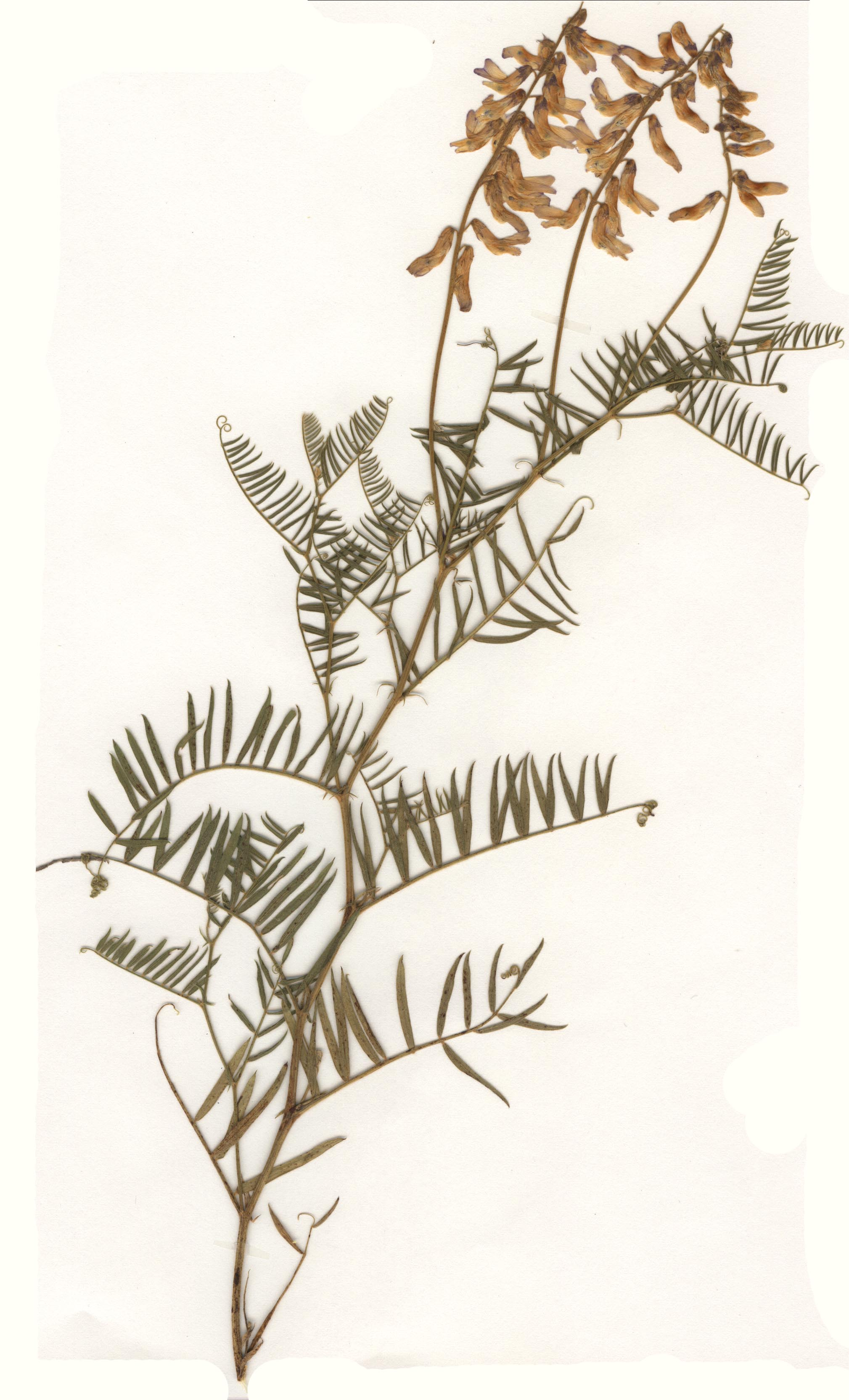
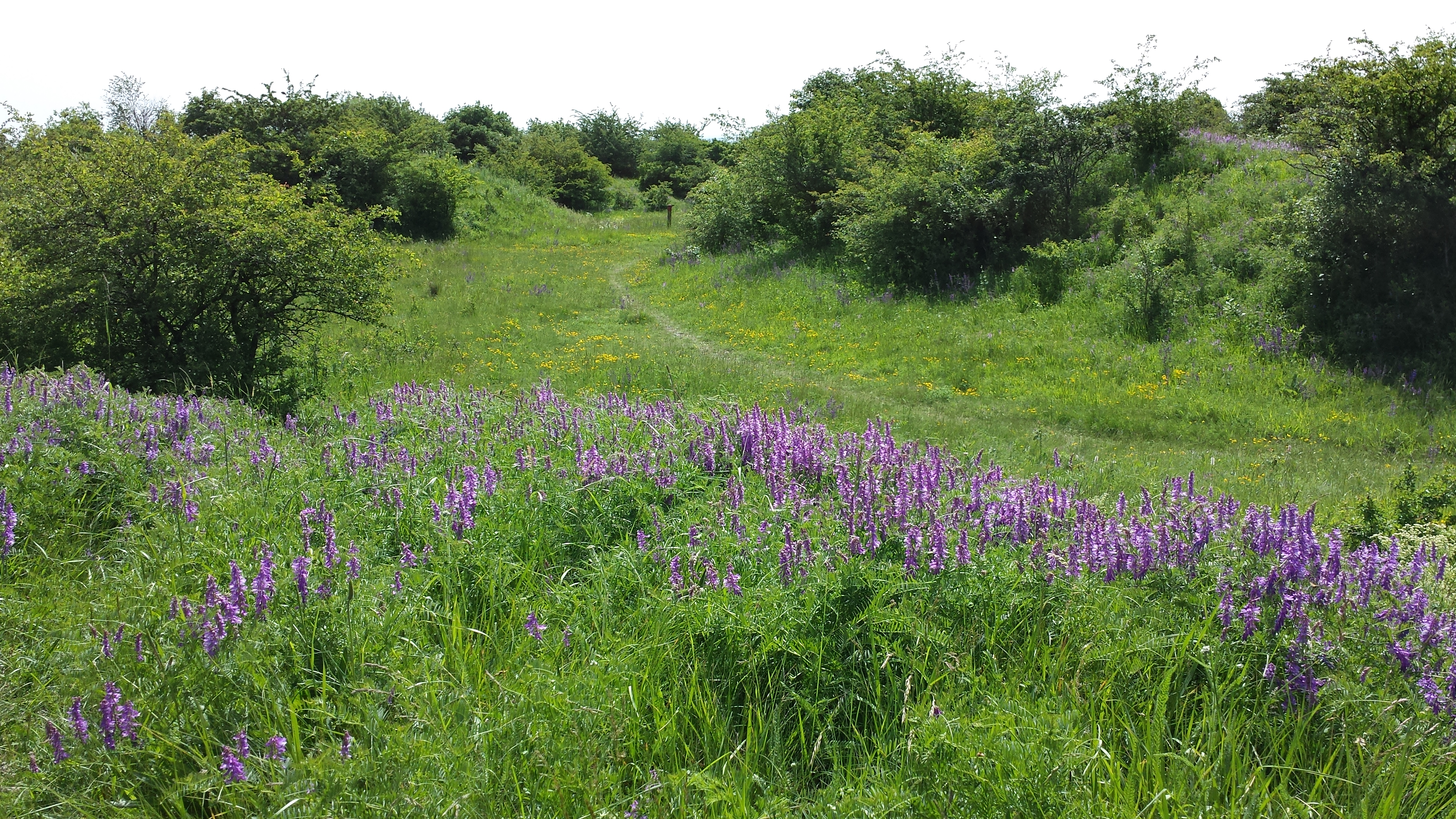